# دايابلادا بونانيا

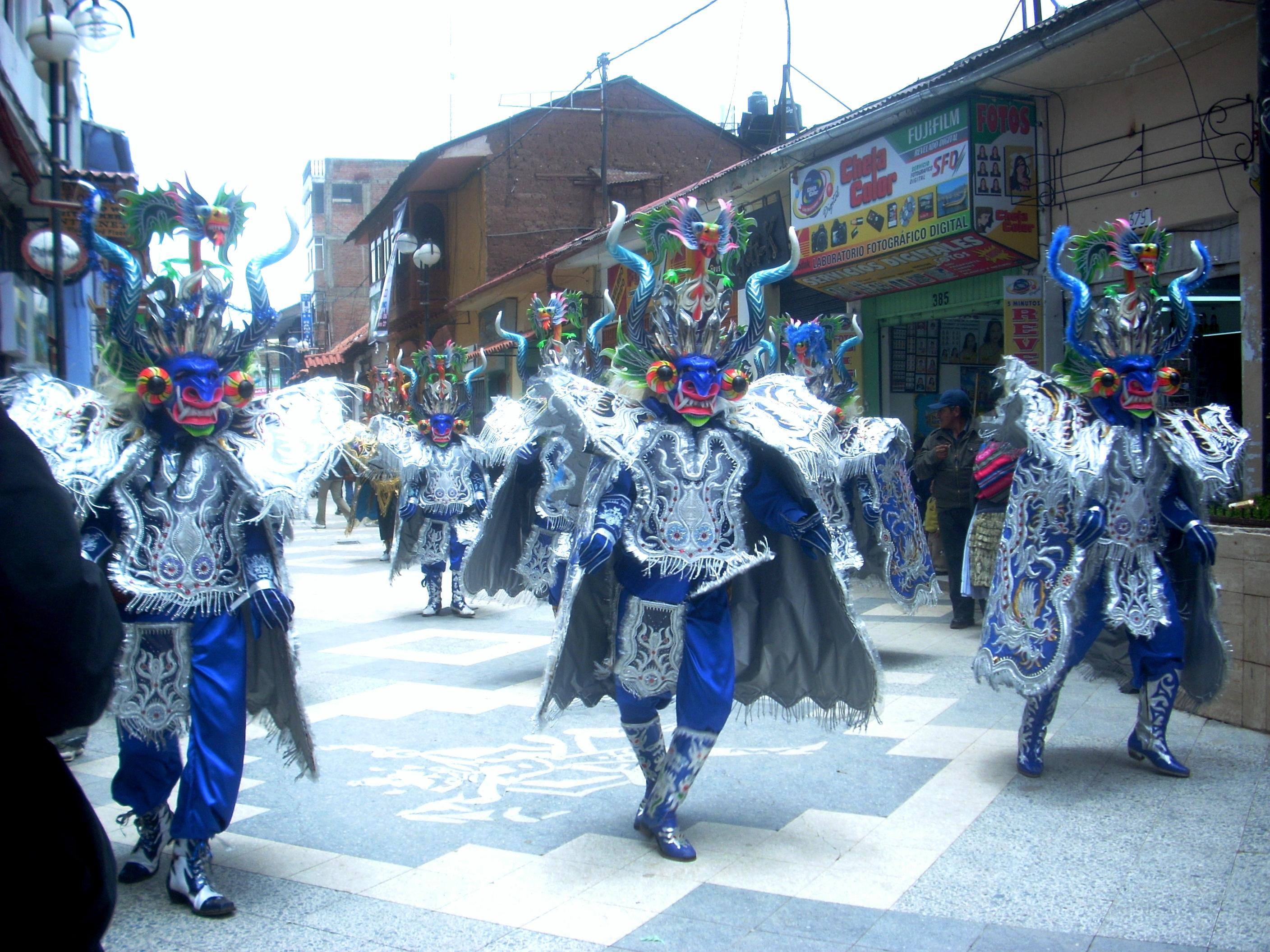
أحد مظاهر الرقصة وتظهر جانبا من "الشياطين"

ديابلادا بونانيا أو ديابلادا بونووية هي رقصة تمارس في مقاطعة بونو في البيرو وتمثل الصراع بين الخير والشر. يعد هذا النوع من الرقص رقصا ذو طابعٍ عرقي مختلطٍ يعرض عناصر التدين المسيحي وما قبل المسيحي. يعود أصلها كما يظهر من خلال الدراسات الحديثة إلى تقاليد عبادة باتشاماما في مدينة جولي. يشرح الباحث إنريكي كوانتس أورماتشيه أن الديابلادا بونانيا يُؤدى من خلال لعب متشابك يظهر طقوس الأجداد حول باتشاماما. تحتفل فرقة سيكوريس في حي مانيازو في بونو بالرقص الذي يرافقه سيكو مورينو.

## التاريخ
في عام 1577م، استقر اليسوعيون في مدينة جولي في منطقة بونو؛ حيث كانت في أيام العطلات تُؤدى الأعمال المسرحية التي اعتاد عليها شعب أيمارا، وبالفعل فقد عُرضت الكوميديا والمسرحيات الدينية. يشير الدكتور ريكاردو أربولي إلى أنه في رسالة موجهة من الأب دييغو غونزاليس هولغوين إلى رئيسه، قام اليسوعيون في مهمتهم في جولي بتعليم السكان الأصليين رقصة غنائية عن الخطايا السبع المميتة وكيف تتغلب الملائكة على الشياطين، لتسييس سكان المنطقة. جولي كان يعرف باسم «روما جزر الهند». وتعد جولي كذلك احدةً من المراكز الثقافية التي تنتشر منها شخصية الشيطان 
يجمع المخرج ميجيل روبيو زاباتا  نسخة البروفيسور إدوين لوزا هواراتشي الراقصة الذي يؤكد من خلالها أن الديابلادا بونا لها أصل في رقصة الأنشانتشو، وقبل المسرحيات الدينية. ويمثل ألباتشا في لغة شعب أيمارا عالما متفوقا من النور والخير، بينما مانكباتشا هو عالم الظلام والشر. وأكاباشا هي المملكة الوسطى التي يعيش فيها شعب أيمارا. المانكباتشا يعيشون في آناتشانتشوس، أصحاب المناجم. تشير الأساطير إلى أن الأنشانتشو عبارة عن نوع صغير من البشر له أنف الخنازير وأبواق العجول.

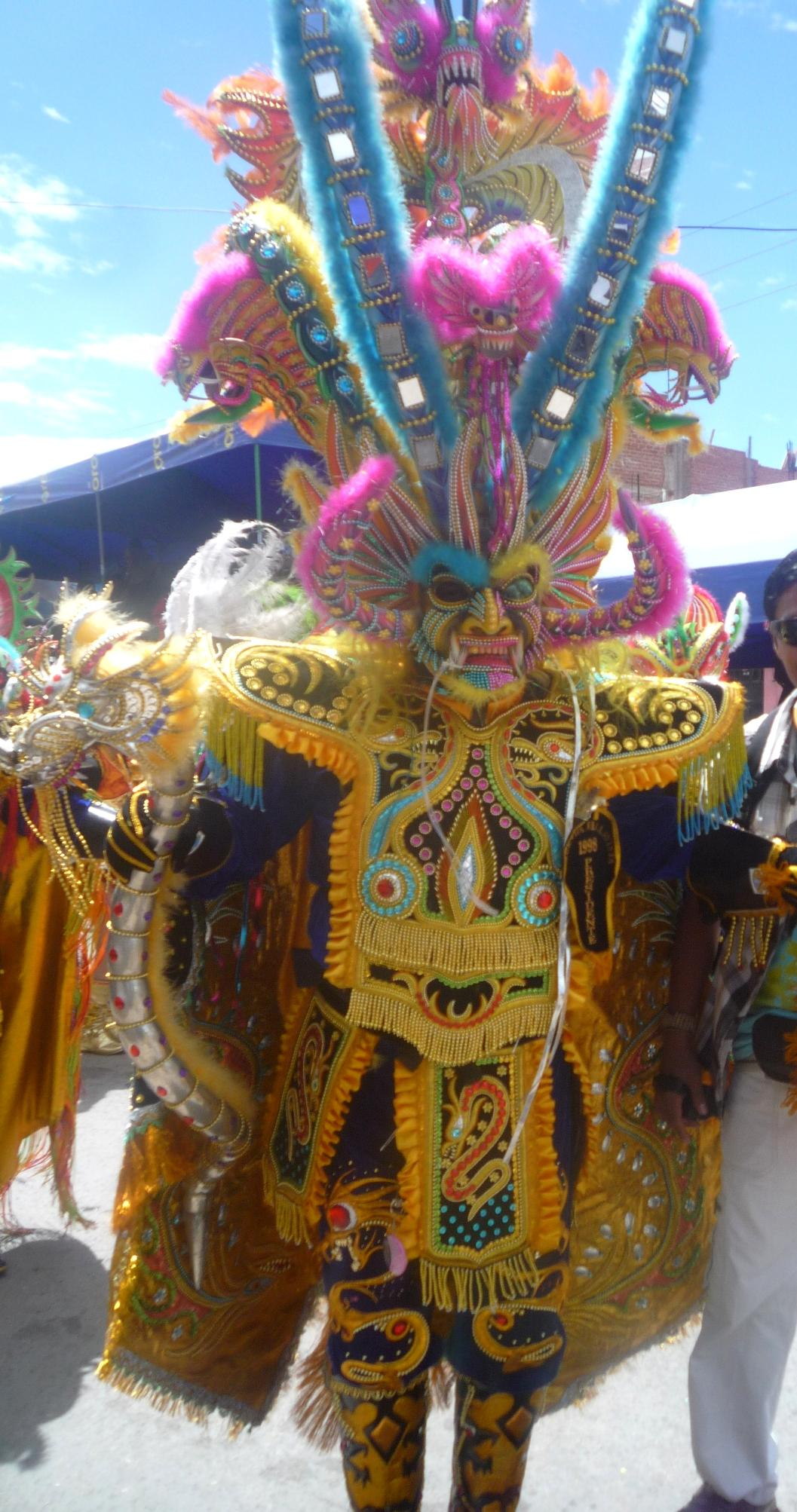
بونيان الشيطان

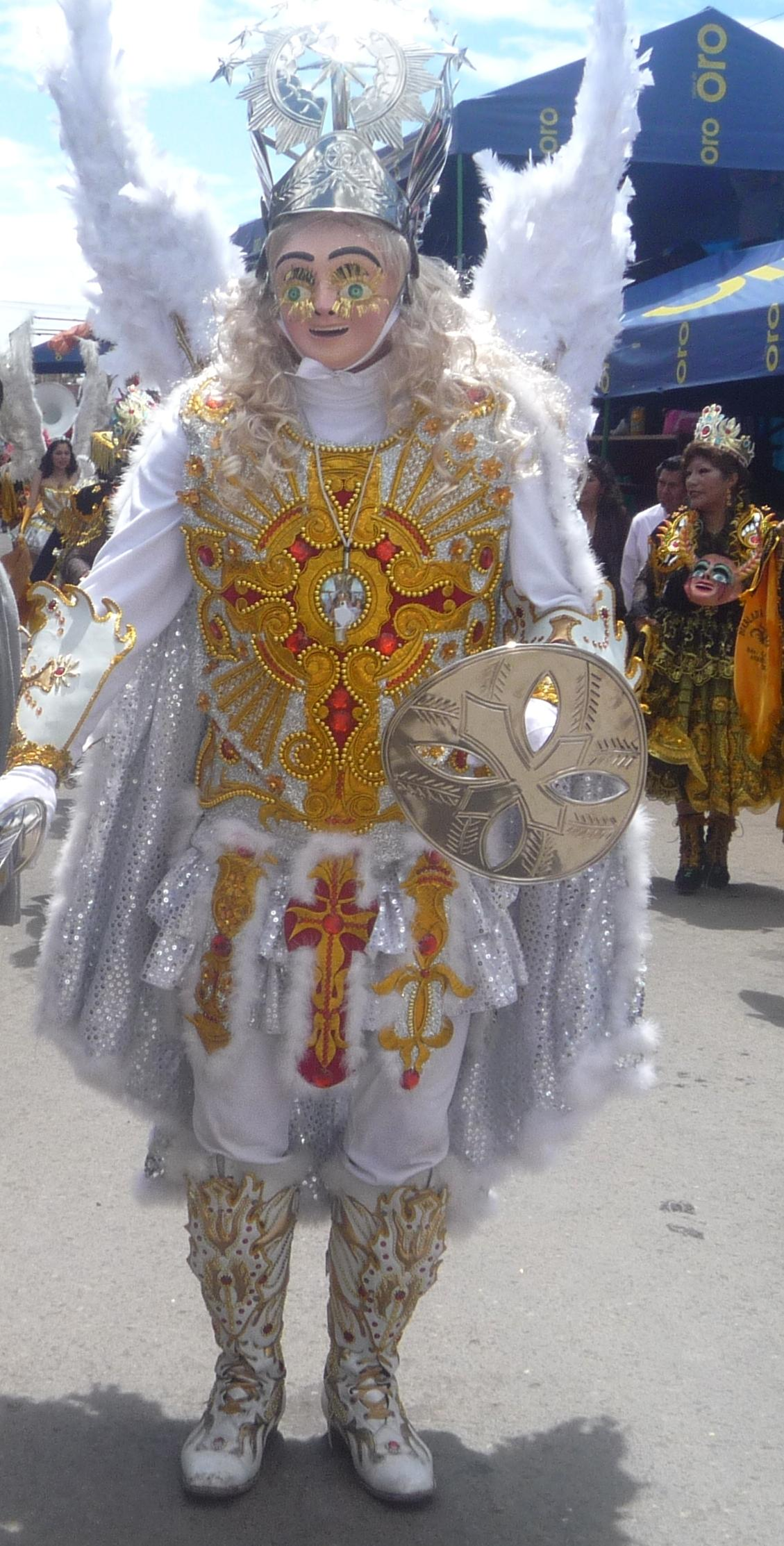
القديس ميخائيل رئيس الملائكة

يجمع عالم الأنثروبولوجيا أليخاندرو أورتيز ريسكانيير «أسطورة سوبايا» في بونو من قصةِ كتبها إيسيدرو روخاس.حيث يسوع المسيح يواجه سوبايا. يؤكد إيسيدرو روخاس أن الأسطورة هي أصل مورينادا وديابلادا بونيانا. وفي حين يكون المسيح هو تونيوبا وسوبايا يمثل الشيطان.
ارتباطه بعبادة عذراء عيد التطهير حيث نشأ ذلك نتيجة لأسطورة شعبية. في بونو، تقول أسطورة إنه في عام 1675 م، بالقرب من منجم لايكوتا أمر الإسباني خوسيه سالسيدو بتدمير منازل عمال المناجم، لكنه تخلى عن ذلك رؤيتهم للسيدة العذراء مريم وهي تقاتل ضد شيطان المنجم. وقد جاءت عبادة فيرجن دي لا كانديلاريا من الحريق الذي لوحظ في المنجم.
لقد كان مر على تمثيل الشخصيات في الرقصة العديد من التغييرات منذ تلك التواريخ، والتغييرات تشمل الأقنعة التي كانت من الجص في ذلك الوقت وكانت خيوط الأكياس القماشية في ذلك الوقت تستخدم للشعر؛ كان كل شيء تقليديًا وبسيطا، وتم تقديمه في تواريخ مهمة للكنيسة الكاثوليكية. تضمنت خصائص الشيطان الأوروبي، مثل فون مع الذيل.
يرتدي الشيطان الأكبر قناعا مغطى بالذهب أو الفضة وأشكالا من الزواحف والأذنين التي على شكل أذني الضفدع والأنياب على الشفاه والقرون الكبيرة. تم بناؤها من الجص ثم النحاس.  وذات قناع الصناع البوليفيين قد تأثر بنماذج البيرومن أقنعة وعناصر من الثقافات المحلية مثل سيتشين وتشافين ونازكا وموشي. تم تحسين الأقنعة، بما في ذلك التنانين التي تشير إلى التأثير الآسيوي.
الملاك الذي يشارك في هذا الرقص، يفعل ذلك أيضًا في تشاتروبولي، بأجنحة وتنورة وسيف. بولي في لغة شعب أيمارا تعني «ملاك».

من خلال تطوير هذا النوع من الرقص، رافق الشياطين تنويعات من موسيقى سيكوريس. من أقدم ما أودي من السيكوريس الذين تميزوا في هذه المرحلة حي مانيازو في بونو الذي تأسس في عام 1892 م ويوفنتود أوبريرا التي تأسست في عام 1909 م. وفي تلك النواحي تشكلت رقصة الشياطين مصحوبة بسيكو مورينو مختلفة للمجموعات البوليفية. 
 وإذا كنت مهتمًا - أضاف أحد الرفاق - فإن أول ديابلادا نُظمت هي رقصة كانت في حي بورتينو في عام 1962؛ والثانية، ديابلادا بيلافيستا في عام 1963. . .  كريستيان رينوسو توريس، شهوة فبراير 
في عام 1956 ، أسس ألبرتو ورامون فيلاسكيز ورشة عمل لتطوير أقنعة الشيطان في بونو؛ سابقا كل راقص كان يصنع قناعه الخاص.

## احتفالات
- بونو: الثامن من عيد التطهير، في فبراير.
- آيلاوي: عيد القديس ميخائيل رئيس الملائكة، في 29 سبتمبر
- لامبا: عيد العذراء المباركة طاهر مريم في 8 ديسمبر

## الروابط الخارجية
- راقصة ديابلادا. الصورة بواسطة مارتن شامبي (1925).